# Europska Formula 2 – sezona 1969.
| Europska Formula 2 1969. | Europska Formula 2 1969.                  |
| ------------------------ | ----------------------------------------- |
| Prvak                    | Johnny Servoz-Gavin (Matra-Ford Cosworth) |
| Prethodna sezona         | Sljedeća sezona                           |
| 1968.                    | 1970.                                     |
| Formula 1 – sezona 1969. |                                           |

Europska Formula 2 - sezona 1969. je bila 3. sezona Europske Formule 2. Naslov prvaka osvojio je Johnny Servoz-Gavin u bolidu Matra-Ford Cosworth za momčad Matra International. Jochen Rindt u Lotus-Ford Cosworthu je pobijedio na Thruxtonu i Tulln-Langenlebarnu, dok je Jackie Stewart u Matri-Ford Cosworth ostvario pobjede na Nürburgringu i Jarami. Po jednu pobjedu ostvarili su Jean-Pierre Beltoise i Piers Courage na Hockenheimringu i Pergusa-Enni. Međutim, njih četvero su bili gostujući vozači i nisu mogli osvajati bodove, te su pobjede na tim stazama bile pripisane Henriju Pescarolu, Hubertu Hahneu, Françoisu Cevertu i Gavinu. Jedina utrka koju je pobijedio regularni vozač Formule 2 bila je posljednja utrka koja se vozila na Vallelungi, i gdje je slavio Gavin.

## Poredak
| Mjesto | Vozač               | Bodovi |
| ------ | ------------------- | ------ |
| 1.     | Johnny Servoz-Gavin | 37     |
| 2.     | Hubert Hahne        | 28     |
| 3.     | François Cevert     | 21     |
| 4.     | Henri Pescarolo     | 13     |
| 5.     | Peter Westbury      | 11     |
| 6.     | Derek Bell          | 11     |
| 7.     | Tino Brambilla      | 8      |
| 8.     | Nanni Galli         | 8      |
| 9.     | Kurt Ahrens Jr.     | 6      |
| 10.    | Clay Regazzoni      | 5      |
| 11.    | Alan Rollinson      | 4      |
| 12.    | John Miles          | 4      |
| 13.    | Xavier Perrot       | 3      |
| 14.    | Robin Widdows       | 3      |
| 15.    | Enzo Corti          | 2      |
| 16.    | Malcolm Guthrie     | 2      |
| 17.    | Werner Lindermann   | 2      |
| 18.    | Franco Bernabei     | 2      |
| 19.    | Patrick Dal Bo      | 2      |
| 20.    | John Pollock        | 2      |